# دلفينيوم غراسيلي
الدلفينيوم الغراسيلي هو نوع من النباتات المزهرة ينتمي إلى عائلة الحوذان، موطنه الأصلي في منطقة البحر الأبيض المتوسط الغربية. أُستخرج من أنسجته مركب كيميائي يسمي "قلويد ديتربينويد" ويعرف بغراسيلين.